# 카프리예섬

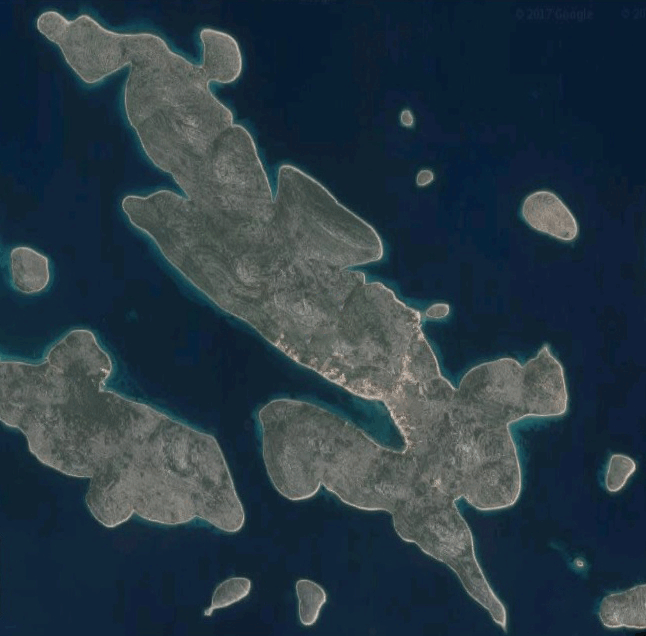
카프리예섬의 위성 사진

카프리예섬(크로아티아어: Kaprije, 이탈리아어: Capri di Dalmazia)은 아드리아해에 위치한 크로아티아의 섬으로 면적은 7.11km2, 인구는 143명(2011년 기준)이다.
행정 구역상으로는 시베니크크닌주에 속하며 시베니크 군도의 일부를 형성한다. 가로선과 세로선으로 나뉜 지형을 띠고 있고 울창한 풀, 희박한 소나무가 자생한다. 섬의 주요 산업으로는 농업(포도, 올리브 재배), 어업, 관광이 있다. 14세기부터 15세기 사이에 시베니크 출신 귀족들이 소유했고 오스만 제국의 지배를 받고 있던 16세기부터 17세기 사이에는 크로아티아 본토 출신 난민들이 거주했다.